# Gavin MacLeod
Allan George See (Mount Kisco, 28 de fevereiro de 1931 – 29 de maio de 2021), foi um ator e ativista cristão norte-americano. Conhecido por seus papéis em The Mary Tyler Moore Show e The Love Boat, além de ter estrelado e aparecido em várias séries e filmes, um de seus últimos papéis no cinema foi como protagonista em The Secrets of Jonathan Sperry.

## Filmografia

### Filmes
| Ano  | Título                            | Papel                                               |
| ---- | --------------------------------- | --------------------------------------------------- |
| 1958 | I Want to Live!                   | The Lieutenant                                      |
| 1959 | Compulsion                        | Padua – Horn's Assistant                            |
| 1959 | Pork Chop Hill                    | Private Saxon                                       |
| 1959 | Operation Petticoat               | Seaman Ernest Hunkle, USN                           |
| 1959 | The Gene Krupa Story              | Ted Krupa (uncredited)[carece de fontes?]           |
| 1960 | Twelve Hours to Kill              | Johnny                                              |
| 1960 | High Time                         | Professor Thayer                                    |
| 1961 | The Crimebusters                  | Harry Deiner                                        |
| 1962 | War Hunt                          | Pvt. Crotty                                         |
| 1964 | McHale's Navy                     | Seaman Joseph Haines                                |
| 1965 | The Sword of Ali Baba             | Hulagu Khan                                         |
| 1965 | McHale's Navy Joins the Air Force | Seaman Joseph Haines                                |
| 1965 | Deathwatch                        | Emil                                                |
| 1966 | Baby Makes Three                  | Dr. Charles Norwood                                 |
| 1966 | The Sand Pebbles                  | Crosley                                             |
| 1968 | A Man Called Gannon               | Lou                                                 |
| 1968 | The Party                         | C.S. Divot                                          |
| 1969 | The Thousand Plane Raid           | Sgt. Kruger                                         |
| 1969 | The Comic                         | 1st Director                                        |
| 1969 | The Intruders                     | Warden                                              |
| 1970 | Kelly's Heroes                    | Moriarty, Oddball's bow machine-gunner and mechanic |
| 2002 | Time Changer                      | Dr. Norris Anderson                                 |
| 2009 | The Secrets of Jonathan Sperry    | Jonathan Sperry                                     |

### Televisão
| Ano     | Título                                         | Papel                                                            | Notas                                        |
| ------- | ---------------------------------------------- | ---------------------------------------------------------------- | -------------------------------------------- |
| 1957    | The Walter Winchell File                       | Crook                                                            | Episódio "Act of Folly"                      |
| 1958    | U.S. Marshal                                   | Buck                                                             | Episódio "The Arraignment"                   |
| 1958    | The Walter Winchell File                       | Stone Ballston                                                   | Episódio "The Walkout"                       |
| 1958–60 | Peter Gunn                                     | George Fallon / Mitch Borden                                     | 2º Episódio                                  |
| 1959–60 | Mr. Lucky                                      | Salesman / Bugsy McKenna                                         | 2º Episódio                                  |
| 1959    | Men Into Space                                 | Dave Parsons                                                     | "Lost Missile"                               |
| 1959–62 | The Untouchables                               | Three-Fingered Jack White / William 'Porker' Davis / Whitey Metz | 3º Episódio                                  |
| 1960–68 | Death Valley Days                              | Phil Arnold / Dandy Martin                                       | 2º Episódio                                  |
| 1961    | Dr. Kildare                                    | Lorenzo Lawson                                                   | Episódio "Winter Harvest"                    |
| 1961    | Straightaway                                   |                                                                  | Episódio "The Heist"                         |
| 1961    | The Dick Van Dyke Show                         | Maxwell Cooley                                                   | Episódio "Empress Carlotta's Necklace"       |
| 1961    | The Investigators                              | Frankie Giff                                                     | Episódio "Style of Living"                   |
| 1961–65 | Perry Mason                                    | Dan Platte / Mortimer Hershey / Lawrence Comminger               | 3º Episódio                                  |
| 1962–64 | McHale's Navy                                  | Seaman Joseph "Happy" Hanes                                      | 73º Episódio                                 |
| 1964    | The Munsters                                   | Paul Newmar                                                      | Episódio: "The Sleeping Cutie"               |
| 1965    | Rawhide                                        | Rian Powers                                                      | Episódio "The Meeting"                       |
| 1965    | Gomer Pyle, U.S.M.C.                           | Fred Fay                                                         | Episódio: "Dance, Marine, Dance"             |
| 1965    | The Andy Griffith Show                         | Bryan Bender / Gilbert Jamel                                     | 2º Episódio                                  |
| 1965    | The Man from U.N.C.L.E.                        | Cleveland                                                        | Episódio: "The Hong Kong Shilling Affair"    |
| 1965–66 | My Favorite Martian                            | Alvin Wannamaker                                                 | 2º Episódio                                  |
| 1966–69 | Hogan's Heroes                                 | Gen. von Rauscher / Maj. Kiegel / Gen. Metzger / Maj. Zolle      | 4º Episódio                                  |
| 1967    | Combat!                                        | British Cpl. Tommy Behan                                         | Episódio "The Masquers"                      |
| 1966    | The Rat Patrol                                 | Sgt. Gribs                                                       | Episódio "The Fatal Chase Raid"              |
| 1967    | The Road West                                  | Nick Marteen                                                     | Episódio "The Eighty-Seven Dollar Bride"     |
| 1967–69 | The Big Valley                                 | Clute / O'Leary / Mace                                           | 3º Episódio                                  |
| 1968–70 | It Takes a Thief                               | Gen. Contell / Seymour / Maj. Kazan                              | 3º Episódio                                  |
| 1968    | Death Valley Days                              | prospector Phil Arnold                                           | Episódio "The Great Diamond Mines"           |
| 1969    | The Flying Nun                                 | Harold Harmon                                                    | Episódio "A Star Is Reborn"                  |
| 1968–69 | Hawaii Five-O                                  | Big Chicken                                                      | 2º Episódio                                  |
| 1970–77 | The Mary Tyler Moore Show                      | Murray Slaughter                                                 | 168º Episódio                                |
| 1974    | Only with Married Men                          | Jordan Robbins                                                   | Filme                                        |
| 1974    | Tattletales                                    | Himself                                                          | Games Show/One Week (5º Episódio)            |
| 1977    | Ransom for Alice!                              | Yankee Sullivan                                                  | Filme                                        |
| 1977–87 | The Love Boat                                  | Captain Merrill Stubing                                          | 250º Episódio                                |
| 1980    | Murder Can Hurt You                            | Nojack                                                           | Movie                                        |
| 1980    | Scruples                                       | Curt Arvey                                                       | Mini-série                                   |
| 1985    | Hotel                                          | Martin 'Merrick' Brenner                                         | Episódio "Fallen Idols"                      |
| 1986    | The Greatest Adventure: Stories from the Bible | Daniel                                                           | Episódio "Daniel and the Lion's Den"         |
| 1987    | Student Exchange                               | Vice Principal Durfner                                           | Filme                                        |
| 1990    | Murder, She Wrote                              | Art Sommers                                                      | Episódio "The Big Show of 1965"              |
| 1991    | The General Motors Playwrights Theater         | Michael Holmes                                                   | Episódio "The Last Act Is a Solo"            |
| 1993    | CBS Schoolbreak Special                        | Robert Carter                                                    | Episódio "If I Die Before I Wake"            |
| 1994    | Burke's Law                                    | Jerry Marz                                                       | Episódio "Who Killed the Host at the Roast?" |
| 1998    | Love Boat: The Next Wave                       | Captain Merrill Stubing                                          | Episódio "Reunion"                           |
| 2000    | Oz                                             | Cardinal Frances Abgott                                          | Episódio "Works of Mercy"                    |
| 2001–02 | The King of Queens                             | Uncle Stu                                                        | 2º Episódio                                  |
| 2002–03 | JAG                                            | Raymond Harrick                                                  | Episódio "Standards of Conduct"              |
| 2003    | Touched by an Angel                            | Calvin                                                           | Episódio "The Show Must Not Go On"           |
| 2006    | That '70s Show                                 | Smitty                                                           | 2º Episódio                                  |
| 2009    | The Suite Life on Deck                         | Mr. Barker                                                       | 2º Episódio                                  |
| 2011    | Pound Puppies                                  | Captain Gumble (voice)                                           | Episódio "Bone Voyage"                       |